# Рашкани (Данешти)
Рашкани (рум. Rășcani) насеље је у Румунији у округу Васлуј у општини Данешти. Oпштина се налази на надморској висини од 323 m.

## Становништво
Према подацима из 2002. године у насељу је живело 79 становника, од којих су сви румунске националности.